# Dina (Pakistan)

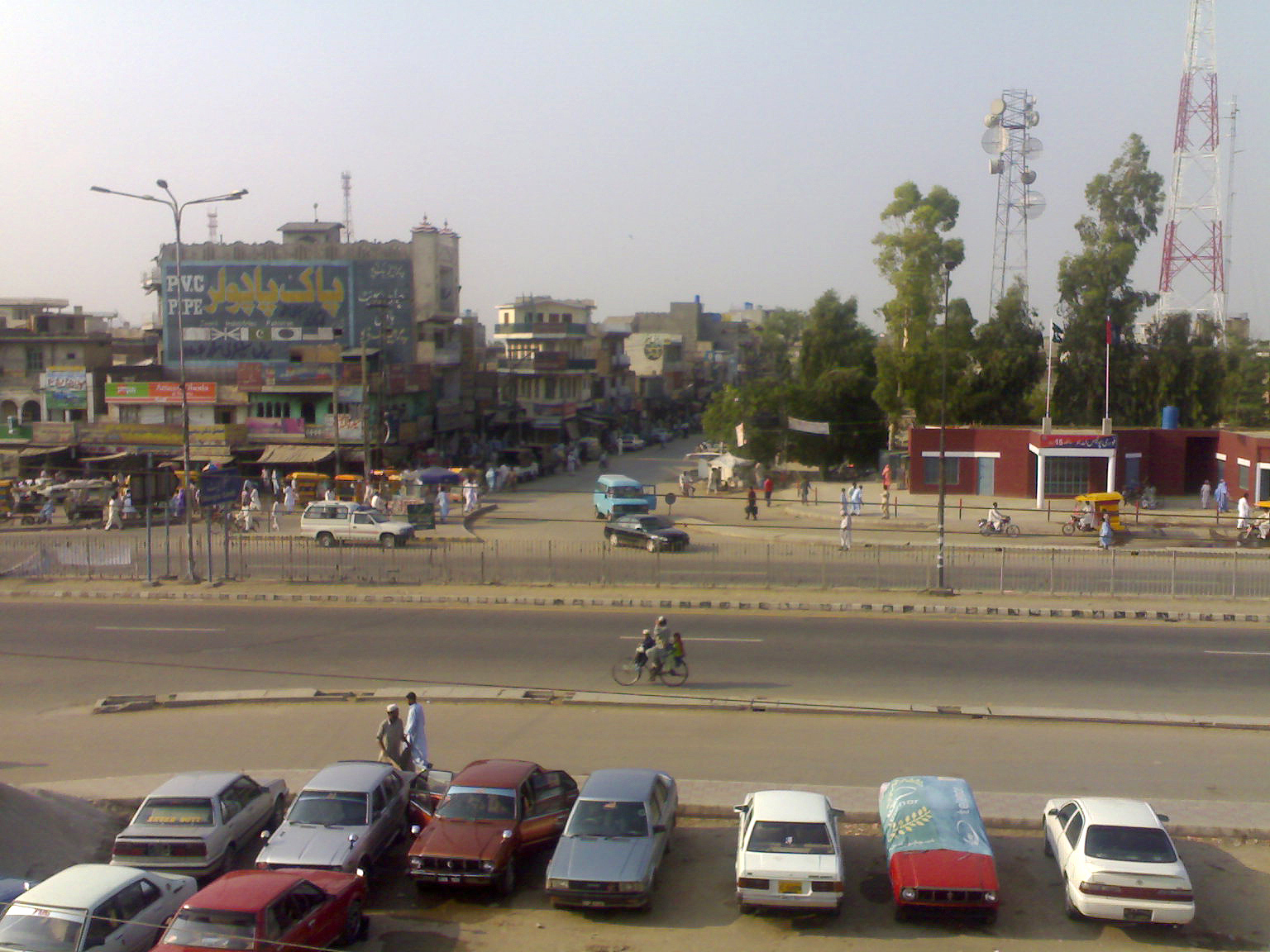
Grand Trunk Road in Dina. Links führt die Straße nach Islamabad, rechts nach Jehlam, geradeaus nach Mangla

Dina ist eine Stadt im Norden der Provinz Punjab in Pakistan. Sie liegt an der Grand Trunk Road etwa 10 Meilen nordwestlich der Stadt Jhelam und hat rund 40.000 Einwohner.